# 岩崎武雄
岩崎 武雄（いわさき たけお、1913年11月10日 - 1976年10月20日）は、日本の哲学者（ドイツ観念論）。東京大学名誉教授（文学部）。

## 来歴
東京出身。東京帝国大学哲学科卒業、1952年、文学博士（東京大学）（学位論文「カントとドイツ観念論 」）。
1956年、東京大学教授。日本哲学会会長（1973年～1976年）。

## 略歴
- 1913(大正二)年　東京に生まれる
- 1936(昭和十一)年　東京帝国大学文学部哲学科卒業
  - 旧成城高等学校校長を経て
- 1947(昭和二十二)年　東京大学文学部助教授
- 1952(昭和二十七)年　文学博士
- 1956(昭和三十一)年　東京大学文学部教授
- 1974(昭和四十九)年　定年退官
  - 青山学院大学教授、東京大学名誉教授
- 1976(昭和五十一)年　逝去

## 著書
- 『歴史』（理想社） 1947
- 『カントとドイツ観念論』（有斐閣） 1951
- 『西洋哲学史』（有斐閣） 初版1952
- 『弁証法 その批判と展開』（東京大学出版会） 1954
- 『現代英米哲学の概観と印象』（民主教育協会） 1958
- 『カント』（勁草書房） 1958
- 『現代の人間観 哲学入門』（有信堂、文化新書） 1960
- 『現代英米の倫理学』（勁草書房） 1963、のち改題『現代英米哲学入門』（講談社学術文庫）
- 『カント「純粋理性批判」の研究』（勁草書房） 1965
- 『哲学のすすめ』（講談社現代新書） 1966
- 『倫理学』（有斐閣） 1971
- 『正しく考えるために』（講談社現代新書） 1972
- 『基本的人権の基礎』（富山県教育委員会） 1976
- 『真理論』（東京大学出版会） 1976
- 『存在論・実践論』（東京大学出版会） 1977
- 『カントからヘーゲルへ』（東京大学出版会） 1977
- 「岩崎武雄著作集」全10巻（新地書房） 1981 - 1982

### 共編著
- 『哲学概論』（有信堂） 1961
- 『原典による哲学の歩み』（斎藤忍随共編著、講談社） 1974